# Culture franco-ontarienne
La culture franco-ontarienne est la culture particulière à l'Ontario français et aux Franco-Ontariens, c’est-à-dire l’ensemble des traits caractérisant leur manière d’être, de penser, d’agir et de communiquer dans leurs aspects spirituels et matériels, intellectuels et affectifs, circonscrivant leur identité et leurs valeurs et comportements, distinctifs ou non, ainsi que les manifestations traduisant cette manière, au travers des arts, des lettres, des sciences, des modes de vie, des droits, des traditions, des croyances, des symboles, des normes, des institutions, du patrimoine ou des transformations anthropiques.

## Contexte géopolitique et historique

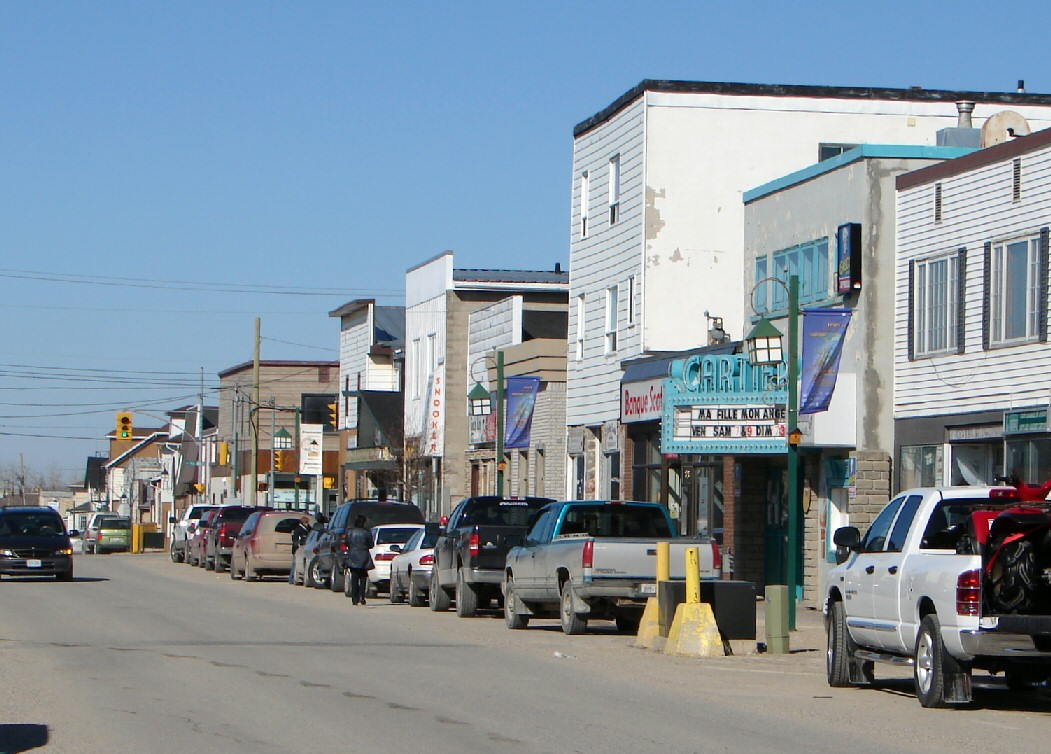
Hearst, une ville ontarienne à majorité francophone.

Les Franco-Ontariens se définissent d’abord définis comme les descendants des colons français installés en Nouvelle-France dans le cours supérieur du fleuve Saint-Laurent et des Grands Lacs depuis le XVIIe siècle. L’Ontario actuel correspond aux Pays-d'en-Haut de la Nouvelle-France, c’est-à-dire à la partie inhabitée de la colonie française du Canada, la population d’alors s'établissant en Acadie ou dans le cours inférieur du Saint-Laurent, soit dans l’actuel Québec. À cette époque, une seule seigneurie, la Pointe-à-l’Orignal, est concédée dans l’actuel Ontario contre environ 200 dans la vallée laurentienne et en Acadie. Le peuplement des francophones se fait initialement dans le sud-ouest, puis dans le nord et dans l’est de l’Ontario. La culture franco-ontarienne se manifeste initialement dans les chants et les contes traditionnels provenant principalement de France.
La montée du nationalisme québécois des années 1960 amène les Canadiens français de l’Ontario à s’affirmer comme francophones. Jusqu’au début des années 1960, les établissements d’enseignement francophones de l’Ontario n’en avaient que pour la littérature française mais ils s'adaptèrent après que les étudiants universitaires manifestent pour que la littérature québécoise ou canadienne-française soit celle qui soit enseignée. La Révolution tranquille qui survient au Québec influence les francophones de l'Ontario, pour privilégier une approche et un contenu canadiens-français ou québécois, dans une approche d'affirmation nationale et de démocratisation. Ce changement amène ensuite à la découverte d'une littérature et d'une culture régionale, d'essence franco-ontarienne, ainsi qu'à l'affirmation de l'identité ontaroise. La culture franco-ontarienne prend son essor dans les années 1970, période qui est appelée révolution culturelle ou, par certains, la Révolution sereine. Sudbury est alors le lieu privilégié de l'essor de la culture franco-ontarienne, avec la création de la Coopérative des artistes du Nouvel-Ontario, du groupe CANO, du Théâtre du Nouvel-Ontario, des Éditions Prise de parole, de La Nuit sur l'étang.
En 1976, sept collèges et universités de langue française d'Ontario créent conjointement le Groupe interuniversitaire d'études franco-ontariennes afin d'amorcer une planification et une coordination de la recherche universitaire en Ontario français. En 1977, le Rapport Savard, rédigé par une commission mandatée par le Conseil des arts de l'Ontario et ayant parcouru la province, écouté plusieurs intervenants et analysé plusieurs mémoires, conclut que les grandes institutions d'enseignement postsecondaire ont un rôle majeur à jouer par leur participation dans leur milieu et notamment dans leur rôle pour sensibiliser à l'existence de la culture franco-ontarienne. Pour répondre aux demandes pressantes de ses étudiants, l'Université Laurentienne, en coordonnant les efforts de son Département de français, du Conseil de l'enseignement en français et de l'Institut franco-ontarien, met sur pied un programme d'études franco-ontariennes et développe des cours en littérature franco-ontarienne, manifestations culturelles franco-ontariennes, en création littéraire et en littérature et culture du Canada français. En 1986, la culture et la littérature franco-ontarienne apparaissent au programme d'études secondaires.
L'Ontario français dispose du double héritage de la tradition culturelle française par la langue et la littérature, et du fonds culturel canadien-français partagé avec les Québécois et les francophones des autres provinces, auquel s'est greffée une expérience structurelle mentale et affective particulière, découlant de son statut de minorité. L’identité franco-ontarienne inclut maintenant les nouvelles vagues d’immigrants francophones d’autres pays. La migration des Franco-Ontariens habitant traditionnellement les régions rurales vers les centres urbains de même que la venue de personnes migrantes de langue française modifient le schème fondateur d’une communauté francophone uniforme autonome. Deux réalités coexistent : d'une part, un mode de vie lié à la survivance des Canadiens français en Ontario, en milieu local à majorité francophone, soit rural, soit en secteur urbain ou suburbain à forte concentration de Québécois; d'autre part, un amas de francophones d'origines diverses vivant dans les grands centres urbains, en milieu pluraliste privilégiant les contacts interculturels. Cette dualité peut se rapprocher de l'opposition entre Montréal et les régions du Québec, ou n'importe quelle société moderns où rural et urbain s'affrontent en ce qui a trait aux valeurs ou aux modes de vie.
La jeunesse d’origine franco-ontarienne se répartit en trois groupes quant à l’attitude par rapport à la culture franco-ontarienne : plusieurs s’y rattachent; d’autres la contestent; les derniers la rejettent totalement.
La communauté franco-ontarienne est formée de trois creusets principaux : les Canadiens français nés en Ontario et dont les familles sont établis depuis assez longtemps; les arrivants du Québec; les immigrants francophones de diverses parties du monde. L’appartenance à la culture franco-ontarienne est un choix personnel, elle englobe les habitants désireux de vivre en français, attachés à la langue française et soucieux de son rayonnement.

## Langue

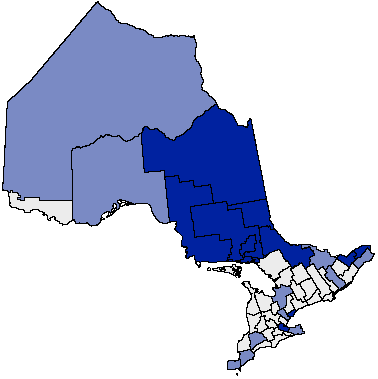
Carte des régions ayant les services en français. En bleu foncé les régions entièrement bilingues, en bleu-clair les régions ayant seulement des collectivités locales désignées comme bilingues.

### Usage du français
Le Franco-Ontarien est un francophone bilingue car le français a rarement droit de cité par lui-même. Le français demeure souvent une langue de traduction depuis l'anglais. « Dans la culture bilingue des Franco-Ontariens, la francité est liée et subordonnée au bilinguisme, comme elle était liée et subordonnée à la religion catholique à l'époque de la culture religieuse des Canadiens français. » Le contexte social exige une maîtrise de l'anglais équivalente à celle des anglophones alors que la pratique de la langue française, souvent restreinte à la sphère privée, à l'école et à la famille, ne requiert pas qu’elle soit de la même qualité. Le français peut facilement apparaître « dévalorisé par rapport à l'anglais, langue publique et mondiale. (…) La francité est alors légitimée par le bilinguisme ; elle n'est pas en elle-même une valeur fondamentale. » La langue française « est maintenant dissociée de la culture française. (…) Pour de nombreux jeunes Franco-Ontariens, le français demeure la langue maternelle, mais l'anglais, qui était au point de départ la langue seconde, se transforme subrepticement en langue première, celle qui exprime les réalités fondamentales de la vie, celle dont les mots portent une charge émotive, celle qui baigne dans une culture et une histoire ». De fait, selon une enquête auprès des jeunes Franco-Ontariens, le français est toujours ou très souvent utilisé par 58 % d’entre eux pour les conversations avec leurs parents et 50 % avec leurs frères et sœurs. Ce sont les seules situations où le français est largement utilisé par au moins la moitié des répondants. Les travaux scolaires et les discussions avec collègues de classe se font toujours ou très en français pour 48 % et 42 % d’entre eux respectivement. À l’opposé, 40 % d’entre eux rédigent leur correspondance personnelle toujours ou très souvent en anglais (contre 23 % toujours ou très souvent en français), 53 % (9 %) pour la lecture de livres, 65 % (3 %) pour la lecture de journaux, 68 % (6 %) pour l’écoute de musique, 80 % (1 %) pour l’écoute de la télévision.
L'appropriation de la culture franco-ontarienne se fait par l'usage de la langue française et par un processus personnel et social. Souvent, en contexte minoritaire, un francophone peut vouloir se démarquer du groupe minoritaire en s'exprimant plutôt en anglais, pour « faire partie du club ». Pour d'autres, la force d'usage du français s'accroît si les francophones choisissent de l'utiliser davantage, soit par fierté soit parce qu'ils y croient. Il y a un effet d'entraînement amenant plusieurs Franco-Ontariens à moins employer leur langue maternelle jusqu'à utiliser davantage l'anglais pour les communications courantes, y compris dans la vie personnelle. Plusieurs constatent que la qualité de leur français oral et écrit s'amenuise et que leur accent se modifie lorsqu'ils en usent moins. Les écarts d'accent et de pratique langagière amènent plusieurs Franco-Ontariens à être gênés de parler en français. En situation publique, par exemple dans les commerces, même dans les communautés à majorité ou forte concentration francophone, les Franco-Ontariens n'affirment pas leur langue et utilisent le plus souvent l'anglais pour s'adresser à un employé ou à un client. Dans les écoles françaises ontariennes, les élèves parlent souvent en anglais entre eux et les arrivants du Québec ont l'impression d'être dans un milieu davantage anglophone que francophone. La francophonie ontarienne n'est pas apparente au premier abord. Certains Franco-Ontariens plus âgés parlent seulement français et ne connaissent pas l'anglais. Certains Franco-Ontariens sont déçus de constater comment certaines régions de l'Ontario sont unilingues anglaises, sans aucune indication publique en français, comme à Toronto. Dans la capitale, une dizaine de langues non officielles sont davantage parlées que le français, langue officielle du Canada.
L'apport de francophones venant d'ailleurs dynamise par ailleurs la langue et la culture. L'utilisation des nouvelles technologies peut contribuer à accroître les échanges entre Franco-Ontariens habitant différentes régions, notamment après qu'ils se sont rencontrés lors d'événements provinciaux ou dans le cadre d'associations. L'intégration des arrivants francophones à la communauté franco-ontarienne pose des défis importants en raison de l'omniprésence de l'anglais comme langue de travail et de vie sociale.

### Particularités linguistiques
La variété de français parlée en Ontario est issue du français laurentien. Le parler ontarois est donc presque identique à la langue parlée au Québec. Le lexique ontarois comprend plusieurs mots ou expressions supplémentaires, Certains substantifs et verbes sont empruntés à l'anglais, par exemple tim dans le sens d'équipe, grocerie signifiant un achat à l'épicerie, béding soute plutôt que maillot de bain, order au sens de commander, marcher un chien équivalant à « amener un chien en promenade », piquer une trail pour « s'enfuir en courant ». Certains mots ou expressions sont originaux, notamment crier la corne pour dire klaxonner, poule plutôt que poulet. Enfin, d'autres expressions ont été apportées par les colons venus de divers endroits au Québec, en particulier de l'Abitibi. Parmi ceux-ci, on retrouve le moulin à herbe, qui signifie une tondeuse, se faire lutter, qui veut dire se faire heurter et les bottes de pines, qui sont des bottes de pluie,.

## Identité et symbolique

Drapeau franco-ontarien.

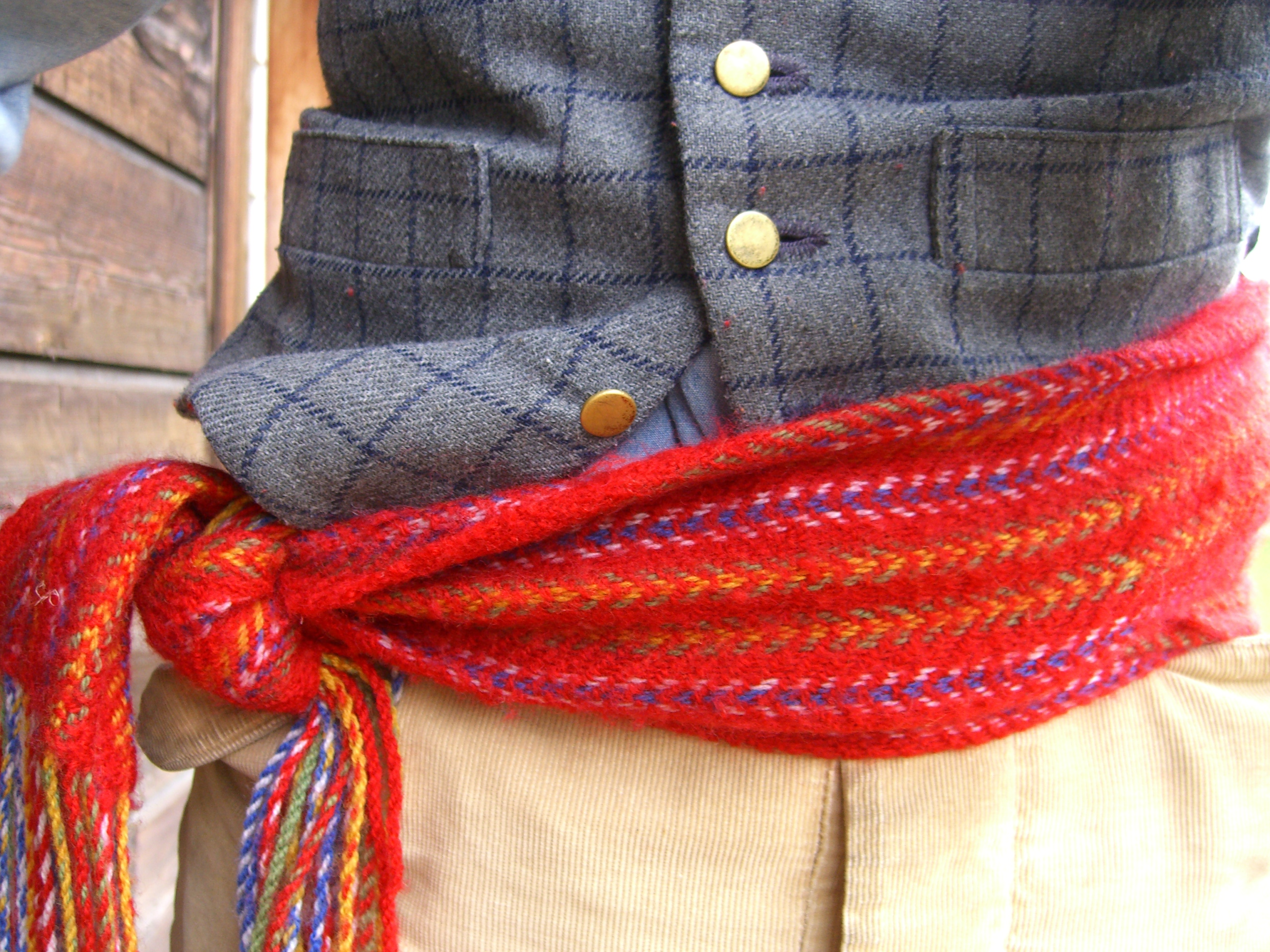
Ceinture fléchée.

Les Franco-Ontariens demeurent souvent attachés à la langue française, à leur histoire et à leur survivance, sources de fierté. L'identification se fait également envers le Québec, souvent la patrie d'origine. Se retrouver entre francophones leur procurent joie. Par ailleurs, un grand nombre semble indifférent à leur culture franco-ontarienne et oscillent entre deux cultures : l'anglophonie dominante et la francophonie minoritaire. Les jeunes Franco-Ontariens s’identifient plus souvent comme Franco-Ontariens ou Canadiens-français que comme Canadiens. Par ailleurs, en ce qui a trait à leur appartenance à un groupe linguistique ou à leur origine linguistique, 23 % des étudiants francophones enquêtés s’identifient comme francophones contre 74 % comme bilingues. Se considérer bilingue plutôt que francophone est un phénomène également fréquent chez les étudiants des provinces à l'ouest de l'Ontario. Parler français apparaît parfois comme une obligation ou une discipline à l'école. Néanmoins, la culture franco-ontarienne se perçoit comme un point de repère dans la société, un endroit où ils se sentent confortables, soit en raison de la langue, soit par leurs relations avec d'autres francophones, soit en référence à l'histoire, aux actions menées et encore à mener pour la perpétuation et l'évolution de leur héritage.
Le drapeau franco-ontarien, emblème de la communauté franco-ontarienne dans son ensemble, est créé en 1975 et déclaré symbole officiel par le gouvernement de l’Ontario en 2001. Il se divise en deux parties égales : d’une part la fleur de lys de la francité, d’autre part le trille ontarien. La fleur de lys, symbole de la monarchie française, est repris par les descendants de la Nouvelle-France comme emblème national des Canadiens-français puis du Québec et des francophones hors Québec. Les couleurs blanche et verte représentent l’hiver et l’été respectivement.
Le Jour des Franco-Ontariens se célèbre le 25 septembre.
Les archétypes traduisant la culture ou tradition franco-ontarienne se rattachent souvent à la tradition d'origine, c'est-à-dire canadienne-française ou québécoise, par exemple un gilet des Canadiens de Montréal, la ceinture fléchée ou un habit de bûcheron.
Rym Ben Berrah, Madeleine Meilleur et François Boileau sont des figures de l'Ontario français.

## Littérature

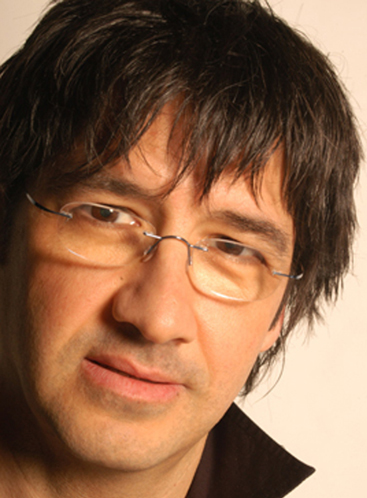
Robert Bellefeuille, écrivain franco-ontarien.

Les pièces significatives du théâtre franco-ontarien comprennent entre autres Lavalléville d'André Paiement, Les murs de nos villages et Le Chien de Jean Marc Dalpé, Frenchtown et Iphigénie en trichromie de Michel Ouellette. Les auteurs franco-ontariens importants comprennent, outre les précédents, entre autres Daniel Poliquin, Robert Dickson, Patrice Desbiens et Andrée Lacelle. L'Ontario français compte huit maisons d'édition francophone et seize troupes de théâtre francophone, dont neuf professionnelles, ainsi que plusieurs salons du livre.

## Musique et chanson

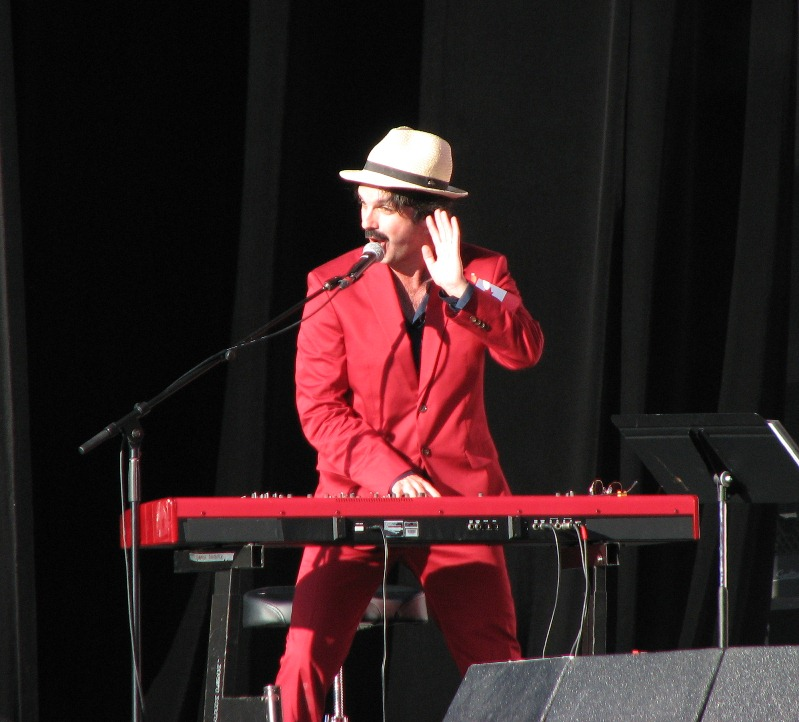
Damien Robitaille en spectacle.

La plupart du corpus traditionnel de chanson franco-ontarienne provient originellement de France, notamment la chanson traditionnelle, la chanson à répondre, la rengaine, la chanson grivoise, alors qu'une autre partie est d'origine britannique comme la gigue et le reel. La crise d'identité franco-ontarienne des années 1970 se reflète dans la chanson, comme la chanson « Notre place » de Paul Demers. Les artistes et groupes franco-ontariens de la musique et de la chanson comprennent antre autres AkoufèN, Véronic DiCaire, Andrea Lindsay, Mastik et Damien Robitaille, Extério, Konflit, Varge et Mehdi Hamdad.

## Arts visuels
L’histoire des arts visuels est jeune en Ontario francophone. Elle peut être décrite par trois grandes balises temporelles. Entre 1970 et 1985 (les premières manifestations avec Clément Bérini à Timmins) ; 1985 et 1999 (lors de Pro-Art et la création du Bureau des regroupements des artistes visuels de l’Ontario avec Laurent Vaillancourt et Pierre Raphaël Pelletier) ; et 2000 à aujourd’hui soit l’écho d’une jeune génération bien formée dans cette discipline. Toutefois, la fondation de BRAVO en novembre 1991 est capitale dans l'essor des arts visuels de l'Ontario. BRAVO devient donc un organisme franco-ontarien de services aux artistes visuels professionnels qui se définissent comme francophones et qui ont leur base dans la Province de l’Ontario (Canada).

## Relations avec les autres cultures
La culture franco-ontarienne se confond souvent dans la culture québécoise pour plusieurs raisons : plusieurs Ontarois sont d'origine québécoise et ont des liens familiaux au Québec, les Québécois et Ontarois partagent une histoire largement commune, les régions francophones de l'Est et du Nord de l'Ontario se trouvent à proximité du Québec, notamment Montréal et Gatineau et la région de l'Abitibi-Temiscamingue. Enfin le marché francophone ontarien est restreint et permet rarement à un artiste ou un intellectuel de vivre de son travail culturel, amenant plusieurs à s'établir au Québec.

## Bibliothèques
Titres français des bibliothèques publiques, selon la municipalité, 2014
| Municipalité          | Livres | CD-DVD | Livres-CD-DVD électroniques | Périodiques | Collections spéciales | Total   |
| --------------------- | ------ | ------ | --------------------------- | ----------- | --------------------- | ------- |
| Ottawa                | 92 323 | 6 960  | 1 658                       | 145         | 354                   | 101 440 |
| Toronto               | 41 668 | 4 473  | 624                         | 29          | -                     | 46 794  |
| Sudbury               | 36 638 | 4 804  | 2 569                       | 15          | 1 453                 | 45 479  |
| Hawkesbury            | 36 101 | 2 024  | 43                          | 75          | 1 583                 | 39 826  |
| Cornwall              | 27 522 | 1 627  | 2 541                       | 208         | -                     | 31 898  |
| Alfred et Plantagenet | 28 561 | 1 266  | 190                         | 208         | -                     | 30 225  |
| Timmins               | 23 603 | -      | 2 541                       | 208         | -                     | 26 352  |
| La Nation             | 22 464 | 261    | 2 541                       | 208         | 199                   | 25 673  |
| North Bay             | 22 906 | 195    | 190                         | 208         | -                     | 23 499  |
| Nipissing Ouest       | 19 352 | 1 268  | 2 627                       | 208         | -                     | 23 455  |
| Russell               | 17 720 | 557    | 2 541                       | 208         | 1 737                 | 22 763  |
| Clarence-Rockland     | 17 055 | 435    | 2 541                       | 208         | -                     | 20 239  |
| Moonbeam              | 13 882 | 700    | 2 567                       | 208         | 262                   | 17 619  |
| Casselman             | 15 767 | 190    | 800                         | 208         | -                     | 16 965  |
| Greenstone            | 14 941 | -      | 800                         | 208         | -                     | 15 949  |
| Temiskaming Shores    | 12 166 | 300    | 2 541                       | 208         | -                     | 15 215  |
| Val Rita-Harty        | 13 071 | 668    | 190                         | 208         | -                     | 14 137  |
| Welland               | 10 045 | 393    | 3 169                       | 187         | -                     | 13 794  |
| Mississauga           | 12 717 | 31     | 199                         | 651         | -                     | 13 598  |
| Hearst                | 12 732 | 384    | 190                         | 208         | 23                    | 13 537  |
| Barrie                | 11 393 | -      | 990                         | 216         | -                     | 12 599  |
| Vaughan               | 10 925 | 1 308  | -                           | 117         | -                     | 12 350  |
| Iroquois Falls        | 11 784 | 44     | 190                         | 208         | -                     | 12 226  |
| Fauquier-Strickland   | 10 299 | 1 265  | -                           | -           | 106                   | 11 670  |

## Musées
Musées qui ont des expositions sur l'histoire, le patrimoine et/ou la culture Franco-Ontarienne:
- Musée de Clarence-Rockland

## Institutions et événements

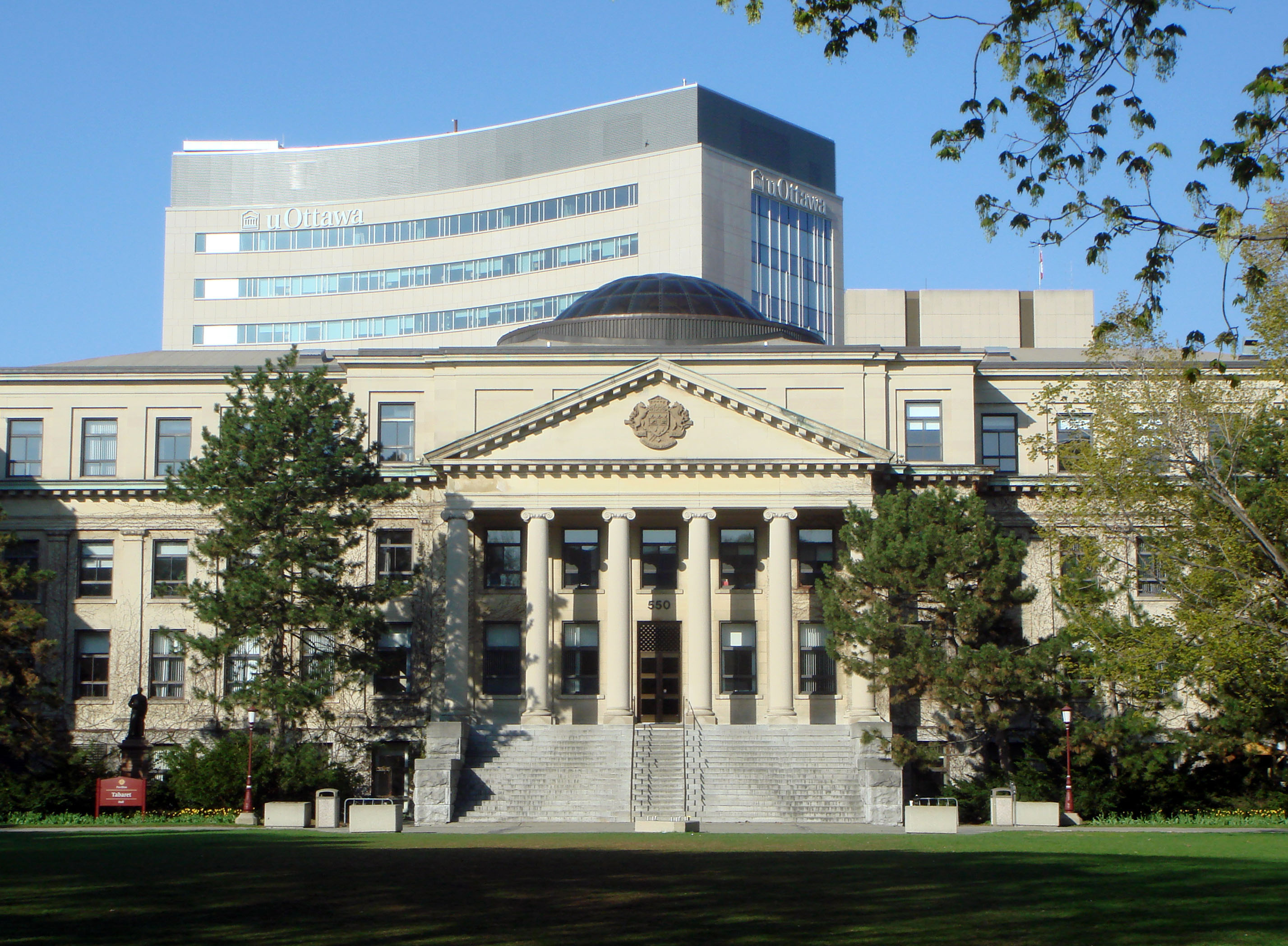
Université d'Ottawa.

De nombreuses institutions se sont développées pour diffuser la culture franco-ontarienne sous ses différentes formes. En théâtre, on compte notamment le Théâtre français de Toronto, le Théâtre du Nouvel-Ontario à Sudbury ou encore La Nouvelle-Scène à Ottawa et le diffuseur pluridisciplinaire la Place des Arts du Grand Sudbury. En musique, on compte entre autres le Festival franco-ontarien d’Ottawa, le Festival Boréal de Sudbury et le Festival du Loup de Lafontaine. Du côté des arts visuels on peut notamment nommer la Galerie du Nouvel-Ontario de Sudbury et la Galerie Jean-Claude Bergeron à Ottawa. Les antennes régionales de Radio-Canada et TFO permettent la production et la diffusion de contenus franco-ontariens. Plusieurs organismes contribuent à l’essor de la culture franco-ontarienne, par exemple l’Association des auteures et auteurs de l’Ontario français (AAOF), l’Association des professionnels de la chanson et de la musique (APCM), le Bureau des regroupements des artistes visuels de l’Ontario et Réseau Ontario, diffuseur de spectacles en français. L'Assemblée de la francophonie de l'Ontario (AFO) a pour mission de défendre les droits de la communauté francophone de l'Ontario. La Fondation franco-ontarienne appuie financièrement la réalisation d'initiatives visant à assurer la vitalité de la communauté franco-ontarienne. Le Réseau du patrimoine franco-ontarien (RPFO) soutient la préservation et la mise en valeur du patrimoine franco-ontarien. La Fédération de la jeunesse franco-ontarienne (FESFO), fondée en 1975, est un organisme à but non lucratif qui représente près de 25 000 élèves franco-ontariens de la 9e à la 12e année de la province, et promeut la culture, les arts et l'identité francophone auprès de ses membres. La Société artistique Rhythm'n'Zouk (SARNZ) promeut et valorise les cultures de la communauté ethnoculturelle francophone de l'Ontario.
Éducation et culture sont doublement liées dans un contexte comme celui des Franco-Ontariens : l'enseignement et la recherche sont fondamentaux dans la connaissance et la transmission de la culture alors que le succès du système d'éducation franco-ontarien repose sur son enracinement dans la culture franco-ontarienne. L'école primaire et secondaire apparaît comme un lieu privilégié pour la transmission de la culture, soit par des cours spécifiques sur l'Omtario français, par des contenus ou digressions dans les cours (par exemple en histoire), par des activités scolaires ou par des activités parascolaires comme les journaux étudiants. Le renforcement de la participation des élèves à la vie culturelle franco-ontarienne se fait par des activités ou des associations comme L'Écho d'un Peuple, la FESFO (fédération de la jeunesse franco-ontarienne), l'AESD, Le Goût de vivre, le Groupe 17, les Draveurs, la Caféthèque, les clubs d'improvisation, la radio étudiante.
Le Conseil des arts de l'Ontario offre plusieurs programmes d'aide spécifique à la production et à la diffusion d'œuvres culturelles en français, notamment en diffusion artistique, en arts visuels, en métiers d'art, en médias, en chanson et musique, en création littéraire, en édition, en théâtre et le service aux arts. D'autres programmes génériques sont également disponibles comme le soutien aux arts du Nord, aux arts autochtones, au développement organisationnel, à l'éducation artistique, aux arts communautaires et multidisciplinaires, au perfectionnement professionnel, aux résidences, aux tournées et à la littérature orale.
Plusieurs événements culturels ponctuent la culture franco-ontarienne dans les différentes régions et tout au long de l'année,,, :
- Contact ontarois, depuis 1981 en janvier à Ottawa[22];
- La Nuit sur l'étang, depuis 1973 en mars à Sudbury;
- Le Cinéfranco, en mars à Toronto;
- La Franco-fête de Toronto de mars à juin;
- Le Festival franco-ontarien, depuis 1976 au début de l'été à Ottawa;
- Le Festival de la St-Jean de Kapuskasing en juin;
- Les Jeux franco-ontariens, depuis 1994, dans lequel les jeunes des écoles secondaires offrent des prestations d'arts visuels, d'improvisation théâtrale, de chanson et de musique;
- Le Festival afro-antillais francophone à Ottawa;
- La Cinéfest à Sudbury;
- Visionart;
- Théâtre action;
- Quand ça nous chante;
- Journée des Franco-Ontariens, le 25 septembre.